# 東洋医療専門学校
東洋医療専門学校（とうよういりょうせんもんがっこう）は、大阪市淀川区にある歯科技工士学科（3年制）・救急救命士学科（3年制）・鍼灸師学科（3年制）・柔道整復師学科（3年制）の4学科からなる専門学校。
基本的に共通の教育システムに基づき教育がなされている。国家試験の合格はもちろん、基本的知識・技術・医療人としての心構えと豊かな人間性を備えた歯科技工士・救急救命士・鍼灸師・柔道整復師を養成するためのより効果的な教育を行う為に、独自の教育システムで教育を行っている。即ち、「自己変革教育システムPIBAP（ピバップ）」。自己発見の場として入学の前から教育が開始される入学前教育（P：プレスクール）。1年制の4月から9月まで、基礎学力のレベルを整え、専門基礎にスムーズに移行。また、医療人としての目的意識をしっかり身につけ、目標を明確にする自己変革意識の動機づけとしての導入教育（I：イントロダクション）。1年生の10月から2年生の3月まで学びの基盤を固め、その上で基礎教育による知識、技術を築き上げ自己変革意識の定着を図る基礎教育（B：ベーシック）。3年生4月から卒業まで、身につけた専門基礎知識や技術を基に、総合的に理解を深め国家試験に対応させる応用教育（A：アプリケーション）。卒業してから業界人として継続的にキャリア形成を図り、末永く自己形成をしていくために卒後研修などの卒後教育（P：ポストグラジュエート）と本校では、入学前から在学中は基より卒業後までをフオローする時系列名教育システムと、専門分野で実践できるよう応用力をつけ、ひとりひとりの主体性を尊重し、自ら考え行動できる自立能力を養う問題志向型教育システム（POES教育システム＝Problem Oriented Education System）を取り入れ、両教育システムを組み合わせ、自己変革意識の育成を図り、自己確立を目指している。

## 沿革
昭和54年より財団法人東洋歯科技工学院を運営母体に20余年に渉り歯科技工士の養成を行ってきた。平成12年4月に学校法人東洋医療学園を設立し、校名も新たに付属東洋医療専門学校として開校した。現在、学校長として千里救命救急センター名誉所長の太田宗夫が指導にあたっている。学科構成は全国で初の3年制の「歯科技工士学科」（定員30名）、大阪府下で最初の「救急救命士学科」昼間部（定員80名）を西日本で初の3年制学科とし、また全国初の夜間部（定員40名）を設置した。平成14年4月、「鍼灸師学科」昼夜（各30名）3年制を増設した。中国浙江中医薬大学との同時入学制度により「中医針灸学士」の学位も取得可能となっている。平成17年4月、「柔道整復師学科」昼(60名)夜（30名）3年制を増設。
平成25年4月1日より公益法人法の改正に伴い、姉妹校であった社団法人新歯会附属の新大阪歯科技工士専門学校並びに新大阪歯科衛生士専門学校を受け入れ、法人名も新たに「学校法人新歯会東洋医療学園」となった。平成26年4月文部科学省より設置学科全てが職業実践専門課程として認定される。
令和2年3月1日より運営基盤、教育環境の更なる充実を目的に系列グループである学校法人 大阪滋慶学園と合併し、法人名も『学校法人 大阪滋慶学園』とした。